# Led Zeppelin European Tour Autumn 1969
Led Zeppelin European Tour Autumn 1969 е европейско турне на английската рок-група Лед Зепелин между 3 и 12 октомври 1969 г. Включва четири концерта в континенталната част и един в Лондон в Lyceum Ballroom.

## История
Кратката обиколка е организирана като вид реклама на предстоящия албум Led Zeppelin II, който излиза скоро след турнето, в края на октомври. Преди шоуто в английската столица, пресата анонсира, че Лед Зепелин ще получат най-големия хонорар, плащан на британска група за едно участие. Стойността така и не се обявява публично. Съпорт за тази изява са The Frosty Noses и Audience.

## Сетлист
Две от песните, включени в новия албум, намират място в списъка за изпълнение – Heartbreaker и What Is and What Should Never Be.
- Good Times Bad Times
- Communication Breakdown
- I Can't Quit You Baby
- Heartbreaker
- You Shook Me
- What Is and What Should Never Be
- Dazed and Confused
- White Summer / Black Mountain Side
- How Many More Times

## Концерти
| Дата                | Град       | Държава     | Място           |
| ------------------- | ---------- | ----------- | --------------- |
| 3 октомври 1969 г.  | Шевенинген | Нидерландия | Circus Theatre  |
| 4 октомври 1969 г.  | Ротердам   | Нидерландия | De Doelen       |
| 5 октомври 1969 г.  | Амстердам  | Нидерландия | Concertgebouw   |
| 10 октомври 1969 г. | Париж      | Франция     | Paris Olympia   |
| 12 октомври 1969 г. | Лондон     | Англия      | Lyceum Ballroom |